# Phyllachora fici-gibbosae
Phyllachora fici-gibbosae är en svampart som beskrevs av Ullasa 1969. Phyllachora fici-gibbosae ingår i släktet Phyllachora och familjen Phyllachoraceae.   Inga underarter finns listade i Catalogue of Life.